# Dukkedysse
Der Dukkedysse war eine megalithische Grabanlage der jungsteinzeitlichen Nordgruppe der Trichterbecherkultur im Kirchspiel Slagslunde in der dänischen Kommune Egedal. Er wurde im 19. Jahrhundert zerstört.

## Lage
Das Grab lag kurz hinter dem nordöstlichen Ortsrand von Slagslunde auf einem Feld. In der näheren Umgebung gibt bzw. gab es zahlreiche weitere megalithische Grabanlagen.

## Forschungsgeschichte
Im Jahr 1875 führten Mitarbeiter des Dänischen Nationalmuseums eine Dokumentation der Fundstelle durch. Zu dieser Zeit waren keine baulichen Überreste mehr auszumachen.

## Beschreibung
Die Anlage besaß eine Hügelschüttung unbekannter Form und Größe. Über eine mögliche steinerne Umfassung ist nichts bekannt. Die Grabkammer hatte einen Durchmesser von etwa 2,5 m. Ihr war ein Gang vorgelagert. Zur Orientierung und der Form der Kammer liegen keine Angaben vor. Der genaue Grabtyp lässt sich nicht bestimmen.